# Palacio de Justicia del Condado de Gosper
El Palacio de Justicia del Condado de Gosper (en inglés, Gosper County Courthouse) es un edificio de gobierno situado en 507 Smith Ave. en Elwood, en el estado de Nebraska (Estados Unidos). Fue construido en 1939. Fue diseñado por los arquitectos McClure & Walker con estilo art déco. 
Fue incluido en el Registro Nacional de Lugares Históricos en 1990. Se consideró históricamente significativo por su arquitectura y por su asociación con la política y el gobierno local; fue uno de los siete juzgados de Nebraska construidos por los programas del New Deal.